# 2005-ös atlétikai világbajnokság
A 2005-ös atlétikai világbajnokságot Helsinkiben, Finnországban rendezték augusztus 6. és augusztus 14. között. A vb-n 47 versenyszám volt. A programba bekerült a női 3000 m-es akadályfutás.

## Háttér
A világbajnokságon a hagyományos számok mellett – bemutató jelleggel – kerekesszékes versenyszámokat is rendeztek. Ezen a világbajnokságon avattak először bajnokot a női 3000 méteres akadályfutásban. Ezzel a női versenyszámok az 50 km-es gyaloglás kivételével (és a hagyományosan tíz méterrel és egy gáttal rövidebb sprint gátfutószám különbségével) azonosak lettek a férfi versenyszámokkal. (Érdekesség, hogy 1983-ban az első világbajnokságon még héttel több versenyszám tekintetében volt különbség, a női atlétika fejlődése azonban fokozatosan igazította a versenyszámokat a férfi versenyekhez.)
A világbajnokság rendezését eredetileg Londonnak ítélte oda az Nemzetközi Atlétikai Szövetség (IAAF), de a brit kormány látva, hogy nem készülhet el a verseny helyszínéül szánt stadion visszalépett a támogatástól. Ekkor hat város jelentkezett újra a rendezésre, Berlin, Brüsszel, Budapest, Moszkva és Róma helyett azonban a finn fővárost választották.
A versenyek legnagyobb része szakadó esőben történt.

## A magyar sportolók eredményei
Magyarország a világbajnokságon 16 sportolóval képviseltette magát.
Érmesek
| Érem      | Versenyző        | Versenyszám | Dátum         |
| --------- | ---------------- | ----------- | ------------- |
| Bronzérem | Zsivoczky Attila | Tízpróba    | augusztus 10. |

## Éremtáblázat
(A táblázatban Magyarország és a rendező nemzet eltérő háttérszínnel kiemelve.)
| Helyezés | Nemzet               | Arany | Ezüst | Bronz | Összesen |
| 1.       | Egyesült Államok     | 14    | 8     | 3     | 25       |
| 2.       | Oroszország          | 6     | 9     | 3     | 18       |
| 3.       | Etiópia              | 3     | 4     | 2     | 9        |
| 4.       | Kuba                 | 2     | 4     | 0     | 6        |
| 5.       | Fehéroroszország     | 2     | 2     | 1     | 5        |
| 6.       | Franciaország        | 2     | 1     | 4     | 7        |
| 7.       | Svédország           | 2     | 0     | 1     | 3        |
| 8.       | Bahrein              | 2     | 0     | 0     | 2        |
| 9.       | Jamaica              | 1     | 5     | 2     | 8        |
| 10.      | Kenya                | 1     | 2     | 4     | 7        |
| 11.      | Marokkó              | 1     | 2     | 0     | 3        |
| 12.      | Németország          | 1     | 1     | 3     | 5        |
| 13.      | Bahama-szigetek      | 1     | 1     | 0     | 2        |
| 13.      | Észtország           | 1     | 1     | 0     | 2        |
| 13.      | Hollandia            | 1     | 1     | 0     | 2        |
| 16.      | Nagy-Britannia       | 1     | 0     | 2     | 3        |
| 17.      | Ecuador              | 1     | 0     | 0     | 1        |
| 17.      | Litvánia             | 1     | 0     | 0     | 1        |
| 17.      | Katar                | 1     | 0     | 0     | 1        |
| 17.      | Uganda               | 1     | 0     | 0     | 1        |
| 17.      | Ukrajna              | 1     | 0     | 0     | 1        |
| 22.      | Csehország           | 0     | 1     | 2     | 3        |
| 23.      | Ghána                | 0     | 1     | 1     | 2        |
| 23.      | Lengyelország        | 0     | 1     | 1     | 2        |
| 23.      | Spanyolország        | 0     | 1     | 1     | 2        |
| 26.      | Norvégia             | 0     | 1     | 0     | 1        |
| 26.      | Kína                 | 0     | 1     | 0     | 1        |
| 26.      | Tanzánia             | 0     | 1     | 0     | 1        |
| 26.      | Trinidad és Tobago   | 0     | 1     | 0     | 1        |
| 30.      | Japán                | 0     | 0     | 2     | 2        |
| 30.      | Portugália           | 0     | 0     | 2     | 2        |
| 30.      | Románia              | 0     | 0     | 2     | 2        |
| 33.      | Ausztrália           | 0     | 0     | 1     | 1        |
| 33.      | Kanada               | 0     | 0     | 1     | 1        |
| 33.      | Finnország           | 0     | 0     | 1     | 1        |
| 33.      | Magyarország         | 0     | 0     | 1     | 1        |
| 33.      | Olaszország          | 0     | 0     | 1     | 1        |
| 33.      | Mexikó               | 0     | 0     | 1     | 1        |
| 33.      | Mozambik             | 0     | 0     | 1     | 1        |
| 33.      | Új-Zéland            | 0     | 0     | 1     | 1        |
| 33.      | Saint Kitts és Nevis | 0     | 0     | 1     | 1        |
| Összesen | Összesen             | 47    | 48    | 46    | 141      |

- Férfi magasugrásban két ezüstérmet osztottak ki, bronzérmes nem volt.

## Érmesek
- WR – világrekord
- CR – világbajnoki rekord
- AR – kontinens rekord
- NR – országos rekord
- PB – egyéni rekord
- WL – az adott évben aktuálisan a világ legjobb eredménye
- SB – az adott évben aktuálisan az egyéni legjobb eredmény

### Férfi
| Versenyszám     | Arany | Arany        | Ezüst                                                                               | Ezüst      | Bronz                                                                                      | Bronz       |
| --------------- | --- | ------------ | ----------------------------------------------------------------------------------- | ---------- | ------------------------------------------------------------------------------------------ | ----------- |
| 100 m           | Justin Gatlin · Egyesült Államok | 9,88 SB      | Michael Frater · Jamaica                                                            | 10,05      | Kim Collins · Saint Kitts és Nevis                                                         | 10,05       |
| 200 m           | Justin Gatlin · Egyesült Államok | 20,04        | Wallace Spearmon · Egyesült Államok                                                 | 20,20      | John Capel · Egyesült Államok                                                              | 20,31 SB    |
| 200 m           | Maurice Green 1999-es duplázása után Gatlin volt a második férfi sprinter, aki egy világbajnokságon meg tudta nyerni a 100 és a 200 méteres számot is. Tyson Gay negyedik helyével (20,34) először fordult elő a világbajnokságok történetében, hogy egy nemzet négy versenyzője végezzen az első négy helyen. A jamaicai Usain Bolt 150 méternél izomsérülést szenvedett és az utolsó helyen ért célba. |              |                                                                                     |            |                                                                                            |             |
| 400 m           | Jeremy Wariner · Egyesült Államok | 43,93 WL     | Andrew Rock · Egyesült Államok                                                      | 44,35 PB   | Tyler Christopher · Kanada                                                                 | 44,44 NR    |
| 400 m           | Az olimpiai bajnok Wariner sima győzelmet aratott, először futva 44 másodpercen belül. |              |                                                                                     |            |                                                                                            |             |
| 800 m           | Rasíd Ramzi · Bahrein | 1:44,24 PB   | Jurij Borzakovszkij · Oroszország                                                   | 1:44,51    | William Yiampoy · Kenya                                                                    | 1:44,55     |
| 800 m           | A mindig hatalmas hajrával a mezőny végéről felzárkózó Borzakovskiy ezúttal az egyéni csúcsot futó bahreini Ramzit nem tudta utolérni, és ismét ezüstérmet szerzett. |              |                                                                                     |            |                                                                                            |             |
| 1500 m          | Rasíd Ramzi · Bahrein | 3:37,88      | Adil Kaouch · Marokkó                                                               | 3:38,00 SB | Rui Silva · Portugália                                                                     | 3:38,02     |
| 1500 m          | Az új-zélandi Peter Snell 1964-es olimpiai duplázása óta ez volt az első egy versenyen elért 800 m - 1500 m győzelem. Ramzi az utolsó körben kétszer is indított, 300 méterrel, majd 200 méterrel a cél előtt is gyorsított a tempón. |              |                                                                                     |            |                                                                                            |             |
| 5000 m          | Benjamin Limo · Kenya | 13:32,55     | Sileshi Sihine · Etiópia                                                            | 13:32,81   | Craig Mottram · Ausztrália                                                                 | 13:32,96    |
| 5000 m          | A verseny lassú tempóban zajlott az utolsó körben nagy hajrával. A címvédő kenyai Eliud Kipchoge éppen hogy lemaradt a dobogóról (13:33,04). |              |                                                                                     |            |                                                                                            |             |
| 10000 m         | Kenenisa Bekele · Etiópia | 27:08,33     | Sileshi Sihine · Etiópia                                                            | 27:08,87   | Moses Mosop · Kenya                                                                        | 27:08,96 PB |
| maraton         | Jaouad Gharib · Marokkó | 2:10:10      | Christopher Isegwe Njunguda · Tanzánia                                              | 2:10:21 PB | Ogata Cujosi · Japán                                                                       | 2:11:16 SB  |
| 110 m gát       | Ladji Doucouré · Franciaország | 13,07        | Liu Hsziang · Kína                                                                  | 13,08      | Allen Johnson · Egyesült Államok                                                           | 13,10       |
| 400 m gát       | Bershawn Jackson · Egyesült Államok | 47,30 PB     | James Carter · Egyesült Államok                                                     | 47,43 PB   | Tameszue Dai · Japán                                                                       | 48,10 PB    |
| 3000 m akadály  | Saif Saaeed Shaheen · Katar | 8:13,31      | Ezekiel Kemboi · Kenya                                                              | 8:14,95    | Brimin Kipruto · Kenya                                                                     | 8:15,30     |
| 20 km gyaloglás | Jefferson Pérez · Ecuador | 1:18:35 SB   | Francisco Javier Fernandez · Spanyolország                                          | 1:19:36    | Juan Manuel Molina · Spanyolország                                                         | 1:19:44 PB  |
| 50 km gyaloglás | Szergej Kirgyapkin · Oroszország | 3:38:08 PB   | Alekszej Vojevodin · Oroszország                                                    | 3:41:25    | Alex Schwazer · Olaszország                                                                | 3:41:54 NR  |
| 4 × 100 m váltó | Franciaország · Ladji Doucouré · Ronald Pognon · Eddy De Lépine · Lueyi Dovy | 38,08 WL     | Trinidad és Tobago · Kevon Pierre · Marc Burns · Jacey Harper · Darrel Brown        | 38,10 NR   | Nagy-Britannia · Jason Gardener · Marlon Devonish · Christian Malcolm · Mark Lewis-Francis | 38,27 SB    |
| 4 × 400 m váltó | Egyesült Államok · Andrew Rock · Derrick Brew · Darold Williamson · Jeremy Wariner | 2:56,91 WL   | Bahama-szigetek · Nathaniel McKinney · Avard Moncur · Andrae Williams · Chris Brown | 2:57,32 NR | Jamaica · Sanjay Ayre · Brandon Simpson · Lansford Spence · Davian Clarke                  | 2:58,07 SB  |
| Magasugrás      | Jurij Krimarenko · Ukrajna | 232 cm       | Víctor Moya · Kuba · Jaroslav Ribakov · Oroszország                                 | 229 cm     | nem adták ki                                                                               |             |
| Rúdugrás        | Rens Blom · Hollandia | 580 cm SB    | Brad Walker · Egyesült Államok                                                      | 575 cm     | Pavel Geraszimov · Oroszország                                                             | 565 cm SB   |
| Távolugrás      | Dwight Phillips · Egyesült Államok | 860 cm WL    | Ignisious Gaisah · Ghána                                                            | 834 cm NR  | Tommi Evilä · Finnország                                                                   | 825 cm      |
| Hármasugrás     | Walter Davis · Egyesült Államok | 17,57 m SB   | Yoandri Betanzos · Kuba                                                             | 17,42 m SB | Marian Oprea · Románia                                                                     | 17,40 m     |
| Súlylökés       | Adam Nelson · Egyesült Államok | 21,73 m SB   | Rutger Smith · Hollandia                                                            | 21,29 m    | Ralf Bartels · Németország                                                                 | 20,99 m     |
| Diszkoszvetés   | Virgilijus Alekna · Litvánia | 70,17 m CR   | Gerd Kanter · Észtország                                                            | 68,57 m    | Michael Möllenbeck · Németország                                                           | 65,95 m     |
| Gerelyhajítás   | Andrus Värnik · Észtország | 87,17 m      | Andreas Thorkildsen · Norvégia                                                      | 86,18 m    | Szergej Makarov · Oroszország                                                              | 83,54 m     |
| Kalapácsvetés   | Ivan Tikhon · Fehéroroszország | 83,89 m CR   | Vadim Devjatovszkij · Fehéroroszország                                              | 82,60 m    | Szymon Ziółkowski · Lengyelország                                                          | 79,35 m SB  |
| Tízpróba        | Bryan Clay · Egyesült Államok | 8732 pont WL | Roman Šebrle · Csehország                                                           | 8521 pont  | Zsivoczky Attila · Magyarország                                                            | 8385 pont   |

### Női
| Versenyszám         | Arany                                                                                            | Arany        | Ezüst                                                                            | Ezüst       | Bronz                                                                                           | Bronz      |
| ------------------- | ------------------------------------------------------------------------------------------------ | ------------ | -------------------------------------------------------------------------------- | ----------- | ----------------------------------------------------------------------------------------------- | ---------- |
| 100 m               | Lauryn Williams · Egyesült Államok                                                               | 10,93        | Veronica Campbell · Jamaica                                                      | 10,95 SB    | Christine Arron · Franciaország                                                                 | 10,98      |
| 200 m               | Allyson Felix · Egyesült Államok                                                                 | 22,16        | Rachelle Boone-Smith · Egyesült Államok                                          | 22,31       | Christine Arron · Franciaország                                                                 | 22,31 SB   |
| 400 m               | Tonique Williams-Darling · Bahama-szigetek                                                       | 49,55 SB     | Sanya Richards · Egyesült Államok                                                | 49,74       | Ana Guevara · Mexikó                                                                            | 49,81      |
| 800 m               | Zulia Calatayud · Kuba                                                                           | 1:58,82      | Hasna Benhassi · Marokkó                                                         | 1:59,42     | Maria Mutola · Mozambik                                                                         | 1:59,71    |
| 1500 m              | Tatyana Tomaszova · Oroszország                                                                  | 4:00,35 SB   | Olga Jegorova · Oroszország                                                      | 4:01,46     | Bouchra Ghezielle · Franciaország                                                               | 4:02,45    |
| 5000 m              | Tirunesh Dibaba · Etiópia                                                                        | 14:38,59 CR  | Meseret Defar · Etiópia                                                          | 14:39,54    | Ejegayehu Dibaba · Etiópia                                                                      | 14:42,47   |
| 10000 m             | Tirunesh Dibaba · Etiópia                                                                        | 30:24,02     | Berhane Adere · Etiópia                                                          | 30:25,41 SB | Ejegayehu Dibaba · Etiópia                                                                      | 30:26,00   |
| Maraton             | Paula Radcliffe · Nagy-Britannia                                                                 | 2:20:57 CR   | Catherine Ndereba · Kenya                                                        | 2:22:01 SB  | Constantina Tomescu · Románia                                                                   | 2:23:19    |
| 100 m gát           | Michelle Perry · Egyesült Államok                                                                | 12,66        | Delloreen Ennis-London · Jamaica                                                 | 12,76       | Brigitte Foster-Hylton · Jamaica                                                                | 12,76      |
| 400 m gát           | Julija Pecsonkina · Oroszország                                                                  | 52,90 WL     | Lashinda Demus · Egyesült Államok                                                | 53,27 PB    | Sandra Glover · Egyesült Államok                                                                | 53,32 PB   |
| 3000 m akadályfutás | Dorcus Inzikuru · Uganda                                                                         | 9:18,24 CR   | Jekatyerina Volkova · Oroszország                                                | 9:20,49 PB  | Jeruto Kiptum · Kenya                                                                           | 9:26,95 NR |
| 20 km gyaloglás     | Olimpiada Ivanova · Oroszország                                                                  | 1:25:41 WL   | Ryta Turava · Fehéroroszország                                                   | 1:27:05 NR  | Susana Feitor · Portugália                                                                      | 1:28:44 SB |
| 4 × 100 m váltó     | Egyesült Államok · Angela Daigle · Muna Lee · Me'Lisa Barber · Lauryn Williams                   | 41,78 WL     | Jamaica · Daniele Browning · Sherone Simpson · Aleen Bailey · Veronica Campbell  | 41,99 SB    | Fehéroroszország · Yulia Nestsiarenka · Natalya Sologub · Alena Nevmerzhitskaya · Oksana Dragun | 42,56 NR   |
| 4 × 400 m váltó     | Oroszország · Julija Pecsonkina · Olesza Krasznomovets · Natalija Antyukh · Szvetlana Poszpelova | 3:20,95      | Jamaica · Shericka Williams · Novlene Williams · Ronetta Smith · Lorraine Fenton | 3:23,29 SB  | Nagy-Britannia · Lee McConnell · Donna Fraser · Nicola Sanders · Christine Ohuruogu             | 3:24,44 SB |
| Magasugrás          | Kajsa Bergqvist · Svédország                                                                     | 202 cm WL    | Chaunte Howard · Egyesült Államok                                                | 200 cm PB   | Emma Green · Svédország                                                                         | 196 cm PB  |
| Rúdugrás            | Jelena Iszinbajeva · Oroszország                                                                 | 501 cm WR    | Monika Pyrek · Lengyelország                                                     | 460 cm      | Pavla Hamáčková · Csehország                                                                    | 450 cm     |
| Távolugrás          | Tianna Madison · Egyesült Államok                                                                | 689 cm PB    | Tatyana Kotova · Oroszország                                                     | 679 cm      | Eunice Barber · Franciaország                                                                   | 676 cm     |
| Hármasugrás         | Trecia Smith · Jamaica                                                                           | 15,11 m WL   | Yargelis Savigne · Kuba                                                          | 14,82 m PB  | Anna Pyatykh · Oroszország                                                                      | 14,78 m    |
| Súlylökés           | Nadzeya Astapchuk · Fehéroroszország                                                             | 20,51 m      | Olga Riabinkina · Oroszország                                                    | 19,64 m     | Valerie Vili · Új-Zéland                                                                        | 19,62 m    |
| Diszkoszvetés       | Franka Dietzsch · Németország                                                                    | 66,56 m SB   | Natalija Szadova · Oroszország                                                   | 64,33 m     | Věra Pospíšilová-Cechlová · Csehország                                                          | 63,19 m    |
| Kalapácsvetés       | Olga Kuzenkova · Oroszország                                                                     | 75,10 m SB   | Yipsi Moreno · Kuba                                                              | 73,08 m     | Tatyana Liszenko · Oroszország                                                                  | 72,46 m    |
| Gerelyhajítás       | Osleidys Menéndez · Kuba                                                                         | 71,70 m WR   | Christina Obergföll · Németország                                                | 70,03 m AR  | Steffi Nerius · Németország                                                                     | 65,96 m    |
| Hétpróba            | Carolina Klüft · Svédország                                                                      | 6887 pont SB | Eunice Barber · Franciaország                                                    | 6824 pont   | Margaret Simpson · Ghána                                                                        | 6375 pont  |

Női 800 méteren az eredetileg harmadik Tatyjana Andrianova dopping vizsgálatra leadott mintáját 2015-ben újraelemezték és sztanozol használatát mutatták ki. Az orosz versenyzőt két évre eltíltották valamint a bronzérmét elvették és a mozambiki Maria Mutola kapja meg azt.